# Berlin Alexanderplatz (miniserie televisiva)
Berlin Alexanderplatz è una miniserie televisiva suddivisa in 14 episodi del 1980, diretta dal regista tedesco Rainer Werner Fassbinder e tratta dall'omonimo romanzo del 1929 di Alfred Döblin. La serie è stata presentata nella sua interezza alla 37ª Mostra del Cinema di Venezia.

## Episodi
| nº | Titolo originale                                                        | Titolo italiano                                                      | Durata   | Prima TV Germania | Prima TV Italia  |
| -- | ----------------------------------------------------------------------- | -------------------------------------------------------------------- | -------- | ----------------- | ---------------- |
| 1  | Die Strafe beginnt                                                      | Comincia la pena                                                     | 82 min.  | 3 ottobre 1980    | 20 ottobre 1982  |
| 2  | Wie soll man leben, wenn man nicht sterben will                         | Come si deve vivere se non si vuole morire?                          | 59 min.  | 12 ottobre 1980   | 27 ottobre 1982  |
| 3  | Ein Hammer auf den Kopf kann die Seele verletzen                        | Una martellata in testa può ferire l'anima                           | 59 min.  | 20 ottobre 1980   | 3 novembre 1982  |
| 4  | Eine Handvoll Menschen in der Tiefe der Stille                          | Una manciata di gente nella profondità del silenzio                  | 59 min.  | 27 ottobre 1980   | 10 novembre 1982 |
| 5  | Ein Schnitter mit der Gewalt vom lieben Gott                            | Un mietitore con il potere che viene dal buon Dio                    | 59 min.  | 3 novembre 1980   | 17 novembre 1982 |
| 6  | Eine Liebe, das kostet immer viel                                       | Un amore costa sempre caro                                           | 58 min.  | 10 novembre 1980  | 24 novembre 1982 |
| 7  | Merke: Einen Schwur kann man amputieren                                 | Ricorda, un giuramento si può amputare                               | 58 min.  | 17 novembre 1980  | 1º dicembre 1982 |
| 8  | Die Sonne wärmt die Haut, die sie manchmal verbrennt                    | Il sole riscalda la pelle e qualche volta la brucia                  | 58 min.  | 24 novembre 1980  | 8 dicembre 1982  |
| 9  | Von den Ewigkeiten zwischen den Vielen und den Wenigen                  | Questa eternità spalancata tra i molti e i pochi                     | 59 min.  | 1º dicembre 1980  | 15 dicembre 1982 |
| 10 | Einsamkeit reißt auch in Mauern Risse des Irrsinns                      | La solitudine apre anche nei muri fessure di follia                  | 59 min.  | 8 dicembre 1980   | 22 dicembre 1982 |
| 11 | Wissen ist Macht und Morgenstund hat Gold im Mund                       | Sapere è potere, il mattino ha l'oro in bocca                        | 59 min.  | 15 dicembre 1980  | 29 dicembre 1982 |
| 12 | Die Schlange in der Seele der Schlange                                  | Il serpente nell'anima del serpente                                  | 59 min.  | 22 dicembre 1980  | 5 gennaio 1983   |
| 13 | Das Äußere und das Innere und das Geheimnis der Angst vor dem Geheimnis | L'esterno e l'interno, e il mistero della paura di fronte al segreto | 58 min.  | 29 dicembre 1980  | 12 gennaio 1983  |
| 14 | Mein Traum vom Traum des Franz Biberkopf von Alfred Döblin - Ein Epilog | Epilogo: il mio sogno da un sogno di Franz Biberkopf                 | 112 min. | 29 dicembre 1980  | 19 gennaio 1983  |